# Chapter One ~Complete Collection~
Chapter One ~Complete Collection~ è il primo greatest hits della cantante giapponese J-pop Beni Arashiro, pubblicato il 5 marzo 2008 dalla Avex Trax. L'album non è andato oltre la centosessantaseiesima posizione della classifica Oricon degli album più venduti in Giappone.

## Tracce
1. Harmony
2. Infinite...
3. Here Alone
4. Miracle
5. Give me Up
6. Hikari no Kazu dake Glamorous (光の数だけグラマラス;As Glamorous as the number of Lights)
7. THE POWER
8. CALL ME, BEEP ME!
9. Cherish
10. GOAL
11. FLASH FLASH (feat. KOHEI JAPAN)
12. How Are U
13. Luna
14. Southern Star
15. Mellow Parade
16. BIG BANG

### DVD
1. Harmony PV
2. Infinite.. PV
3. Here alone PV
4. Miracle PV
5. Hikari no kazu dake GLAMEROUS (光の数だけグラマラス;As Glamerous as the number of Lights)
6. Cherish
7. How Are U?
8. Luna

■First LIVE digest 2007
1. BAD GIRL
2. 光の数だけグラマラス
3. Eternal flame
4. Gems
5. Luna
6. Infinite...
7. Here Alone
8. How Are U ?
9. Give Me Up